# Кубок Наций 1930
Кубок Наций (официальное название: Coupe des Nations) — международный футбольный турнир, прошедший летом 1930 года (незадолго до начала чемпионата мира в Уругвае)  в Женеве. Он был организован местной командой «Серветт» в связи с открытием нового стадиона «Стад-де-Шармиль».
Этот турнир стал одним из первых организованных соревнований в Европе, в котором принимали участие ведущие клубы основных европейских футбольных наций тех лет (за исключением клубов Великобритании, футбольные ассоциации которой в то время вышли из ФИФА). В связи с этим ряд футбольных историков считают Кубок Наций прообразом Кубка (Лиги) чемпионов УЕФА.
Результаты турнира подтвердили доминирующее положение в довоенном европейском футболе стран Центральной Европы, представители которой заняли весь пьедестал почета. Победителем стал венгерский клуб «Уйпешт», национальный чемпион и действующий обладатель Кубка Митропы. После этой победы эту команду в прессе часто называли «Чемпионом чемпионов».
Кубок Наций послужил толчком к дальнейшему проведению в 1930-е годы серии международных клубных турниров, ставших его развитием — как правило, связанных с проведением международных Выставок (ЭКСПО).

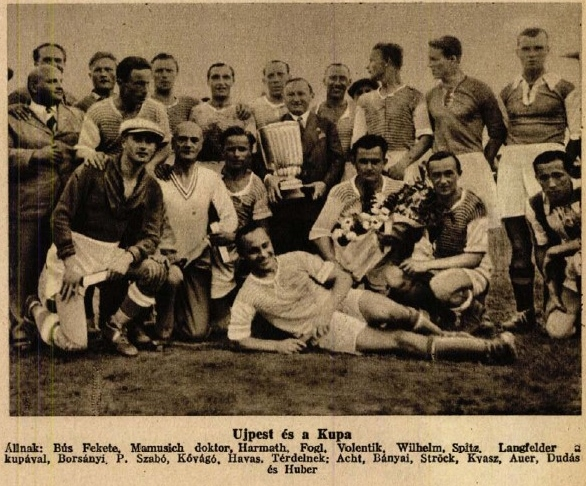
«Уйпешт» — победитель Кубка Наций 1930

## Участники турнира
Всего выступали 10 футбольных клубов; по числу участников этот международный турнир был одним из крупнейших для того времени.
| Страна       | Команда           | Титул |
| ------------ | ----------------- | --- |
| Австрия      | «Фёрст Виенна»    | Обладатель Кубка Австрии 1929 и 1930; 3º призер чемпионата Австрии 1929/30, полуфиналист Кубка Митропы 1929 |
| Франция      | «Сет»             | Обладатель Кубка Франции 1929/30                                                                            |
| Италия       | «Болонья»         | Чемпион Италии 1928/29, 7º место в чемпионате 1929/30                                                       |
| Нидерланды   | «Гоу Эхед Иглз»   | Чемпион Нидерландов 1929/30                                                                                 |
| Испания      | «Реал Унион» Ирун | 6º место в Чемпионате Испании 1929/30; обладатель Кубка Испании 1927                                        |
| Швейцария    | «Серветт»         | Чемпион Швейцарии 1929/30                                                                                   |
| Бельгия      | «Серкль Брюгге»   | Чемпион Бельгии 1929/30                                                                                     |
| Чехословакия | «Славия» Прага    | Чемпион Чехословакии 1929/30, финалист Кубка Митропы 1929                                                   |
| Германия     | «Фюрт»            | 1/4 финала в чемпионате Германии 1930; Чемпион Германии 1929                                                |
| Венгрия      | «Уйпешт» Будапешт | Чемпион Венгрии 1929/30; обладатель Кубка Митропы 1929                                                      |

В турнире участвовали семь действующих победителей национальных чемпионатов или кубков, а также два чемпиона прошлого сезона (они вынужденно заменили действующих чемпионов своих стран, не сумевших по тем или иным причинам принять участие). Лишь представитель Испании «Реал Унион» Ирун формально был менее титулован, однако он был усилен целым рядом игроков других клубов, как и некоторые другие команды на данном турнире.
Также были представлены победитель, финалист и один из полуфиналистов последнего розыгрыша Кубка Митропы.
Не смотря на все усилия организаторов, действующий победитель футбольной лиги Англии 1929/1930 «Шеффилд Уэнсдей» и чемпион Португалии «Бенфика» отклонили приглашения участвовать в Кубке Наций; с другой стороны, представители футбольных федераций Норвегии и Греции выразили протест против игнорирования организаторами турнира их футбольных клубов.

## Регламент

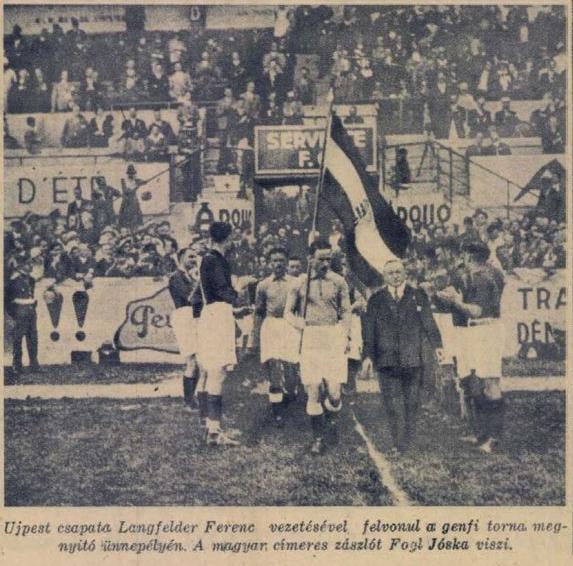
«Уйпешт» с флагом Венгрии

При проведении турнира была применена смешанная система: вначале команды проводили серию матчей (первый тур) с целью выделить 8 сильнейших команд, продолжавших далее борьбу уже по олимпийской системе. Проигравшая команда не покидала сразу турнир, а могла еще побороться в дополнительных матчах между проигравшими — таким образом, каждая из команд провела не менее двух матчей на турнире.
В первом туре все команды были разбиты на пары и проводили матчи, победители которых сразу проходили в основной раунд (1/4 финала). Пять «неудачников» этого раунда должны были проводить дополнительные игры для определения еще трех участников четвертьфинала, но, поскольку «Болонья» позже других приехала на турнир и сыграла свой первый матч с «Гоу Эхед Иглз» уже фактически после окончания первого раунда, то (по решению организаторов) обе эти команды еще до проведения матча между ними были допущены в основной раунд. Четыре других команды, уступившие в первом раунде (в их числе оказались и хозяева турнира), провели два «утешительных» матча, в которых выявили еще двух участников четвертьфинала.
Определившиеся таким образом восемь команд далее проводили турнир по «олимпийской системе». Был предусмотрен матч за третье место между командами, уступившими в полуфиналах.
Если основное время игры заканчивалось вничью, назначалось дополнительное время (два тайма по 15 минут), при необходимости продолжавшееся и далее до первого забитого гола — этот критерий был применен уже в одном из матчей первого тура (матч между французским и немецким чемпионами закончился только по истечении 148 минут).

## Ход турнира

### Первый раунд
| 28 июня | «Фёрст Виенна»                                                               | 7:0     | «Серветт» |                                    |
| | - Минелли 17′ (авт.) - Адельбрехт 24′ 28′ 45′ 82′ - Гибиш 44′ - Гшвайдль 51′ | (отчёт) |           | Зрителей: 10 000 Судья: Л.О.Патрик |
| »: Хорешовски - Райнер, Й.Блюм - Каллер, Л. Хофманн, Шмаус - Брозенбауэр, Адельбрехт, Гшвайдль, Тёгель, Гибиш (тренер Ф. Фридтум) »: Може - Минелли, Бувье - Гезер, Пихлер, Освальд - Чиррен, Линк, Паселло, Шабанель, П.Родригес (тренер Т.Дакуорт) |                                                                              |         |           |                                    |

| 29 июня | «Фюрт»                                       | 4:3 (от) | «Сет»                                    |                                 |
| | - Руппрехт 21′ 23′ 148′ - Фрондас 75′ (авт.) | (отчёт)  | - Фридманн 17′ 25' (пен.) 49′ - Лиеб 25′ | Зрителей: 15 000 Судья: Р.Руофф |
| »: Негер - Гаген, Кляйнляйн - Фюрш, Лайнбергер, Ауэр - Франц, Руппрехт, Фауст, Франк, Кисслинг (тренер Г. Краусс) »: Фрондас - Скиллер, Чардар - Казаль, Каюзар, Фежан - Э.Крамер (Люсибелло), Лиеб, Бечич,Фридманн, Каликс (тренер С. Реган) |                                              |          |                                          |                                 |

| 29 июня | «Славия» Прага                         | 4:2     | «Серкль Брюгге»               |                                |
| | - Пуч 20′ 21′ 80′ (пен.) - Свобода 59′ | (отчёт) | - Вернимме 25′ - Ванхальм 88′ | Зрителей: 12 000 Судья: С.Роуз |
| «Славия» Прага: Планичка - Женишек, А.Новак - Водичка, Шимперски, Шубрт - Юнек, Шолтис, Свобода, Пуч, Кратохвил (тренер Дж.Мэдден) »: Брает - Баес, Де Бойс - Делоф, Ванхальм, ван Хорикс - Рюссшарт, Прот, Вандербаувхеде, Херребулдт, Вернимме |                                        |         |                               |                                |

| 30 июня | «Уйпешт»                   | 3:1     | «Реал Унион»    |                                  |
| | - Авар 29′ 89′ - Шпитц 58′ | (отчёт) | - Л.Регейро 34′ | Зрителей: 18 000 Судья: Р. Мерсе |
| »: Акнаи - Дудаш, Й. Фогль - Боршаньи, Волентик, Виг - Штрёк, Авар, Хаваш, Шпитц, Г.П.Сабо (тренер Л. Баньяи) »: Эмери - Алса, Арриета - П.Регейро, Рене Пети, Гамборена - Иларио, Л. Регейро, Састре, Гармендия (46' Вигерас), Эчеваррия |                            |         |                 |                                  |

| 2 июля | «Болонья»                                    | 4:0     | «Гоу Эхед» |                                |
| | - Маини 50′ 79′ - Регуццони 77′ - Бузини 89′ | (отчёт) |            | Зрителей: 10 000 Судья: С.Роуз |
| »: Джанни - Монцельо, Гаспери - Байарди (30' Мартелли), Ардиссоне, Питто - Фаччини, Регуццони, Маини, Бузини, Гранди (тренер Г.Фельснер) »: Л.Галле - Брокман, Удинк - Шеммекес, Я.Галле, Ремеер - Стенверт, Я.де Крек, Бриллеман, Т.де Крек, де Врис (тренер Э.Хасс) |                                              |         |            |                                |

### Дополнительный раунд
| 1 июля | «Серветт»                   | 2:1     | «Серкль Брюгге»      |                               |
| | - Тчиррен 43′ - Паселло 66′ | (отчёт) | - Вандербаувхеде 48′ | Зрителей: 3 000 Судья: С.Роуз |
| »: Може - Минелли, Дюбуше - Турлинг, Линк, Ругг - Тчиррен, П.Родригес, Пасселло, Шабанель, Нидерер »: Брает - Баес, Де Бойс - Делоф, Ванхальм, Рюссшарт - Декорт, Вандербаувхеде, Прот, Херребулдт, Вернимме |                             |         |                      |                               |

| 1 июля | «Реал Унион»                                | 5:1     | «Сет»        |                                  |
| | - Л. Регейро 7′ 27′ 71′ - Эчеваррия 59′ 67′ | (отчёт) | - Каликс 74′ | Зрителей: 1 000 Судья: Г.Эндерли |
| »: Эмери - Алса, Арриета - П.Регейро, Гамборена, Вигерас - Иларио, Састре, Рене Пети, Л.Регейро, Эчеваррия »: Фрондас - Скиллер, Чардар - Люсибелло, Каюзар, Дюран -Э.Крамер, Бечич, Лиеб, Фридманн, Каликс |                                             |         |              |                                  |

### 1/4 финала
| 2 июля | «Фёрст Виенна»                                          | 7:1     | «Фюрт»         |                                   |
| | - Гшвайдль 15′ 25′ 35′ - Тёгель 32′ 49′ 50′ - Гибиш 61′ | (отчёт) | - Руппрехт 20′ | Зрителей: 7 000 Судья: Л.О.Патрик |
| »: Хорешовски - Райнер, Й.Блюм - Каллер, Л.Хофманн, Маху - Брозенбауэр, Адельбрехт, Гшвайдль, Тёгель, Гибиш »: Негер - Гаген, Кляйнляйн - Фюрш,Лайнбергер, Бек - Франц, Руппрехт, Ауэр, Франк, Кисслинг |                                                         |         |                |                                   |

| 3 июля | «Уйпешт»                                                    | 7:0     | «Гоу Эхед» |                                  |
| | - Авар 4′ 49′ 68′ 79′ - Г.П.Сабо 9′ (пен.) - Хармат 44′ 56′ | (отчёт) |            | Зрителей: 7 000 Судья: Г.Эндерли |
| »: Акнаи - Дудаш, Й.Фогль - Боршаньи, Кёвёш, Виг - Штрёк, Авар, Хармат, Шпитц, Г.П.Сабо »: Л.Галле - Брокман (12' Бультель), Удинк - Шеммекес, Я.Галле, Ремеер - Стенверт, Бриллеман, Я. де Крек, Т. де Крек, де Врис |                                                             |         |            |                                  |

| 3 июля | «Славия» Прага           | 2:1     | «Реал Унион»    |                                  |
| | - Юнек 51′ - Свобода 63′ | (отчёт) | - Рене Пети 19′ | Зрителей: 18 000 Судья: Р. Мерсе |
| «Славия» Прага: Планичка - Женишек, А.Новак - Водичка, Шимперски, Кёниг - Юнек, Шолтис, Свобода, Пуч, Кратохвил »: Эмери - Алса, Арриета - П.Регейро, Гамборена, Вигерас - Иларио, Л.Регейро, Уртизбереа, Рене Пети, Эчеваррия |                          |         |                 |                                  |

| 4 июля | «Серветт»                                                  | 4:1     | «Болонья»   |                               |
| | - Питто 5′ (авт.) - Бувье 42′ - Минелли 47′ - Пасселло 50′ | (отчёт) | - Маини 61′ | Зрителей: 8 000 Судья: С.Роуз |
| »: Може - Минелли, Дюбуше - Турлинг, Линк, Ругг - Тчиррен, П.Родригес, Пасселло, Шабанель, Бувье »: Джанни - Монцельо, Гаспери - Мартелли, Ардиссоне, Питто - Фаччини, Регуццони, Маини, Бузини, Гранди |                                                            |         |             |                               |

### 1/2 финала
| 5 июля | «Уйпешт»                      | 3:0     | «Серветт» |                                  |
| | - Авар 25′ 62′ - Г.П.Сабо 85′ | (отчёт) |           | Зрителей: 16 000 Судья: Р. Мерсе |
| »: Акнаи - Дудаш, Й.Фогль - Боршаньи, Волентик (27' Кёвеш), Виг - Штрёк, Авар, Хаваш, Шпитц, Г.П.Сабо »: Може - Минелли, Бувье - Турлинг, Линк , Ругг - Тчиррен, П.Родригес, Паселло (35' Бэйлли), Шабанель, Нидерер |                               |         |           |                                  |

| 5 июля | «Славия» Прага        | 3:1     | «Фёрст Виенна»                       |                                      |
| | - Свобода 15′ 30′ 55′ | (отчёт) | - Гшвайдль 6′ - Адельбрехт 20'(пен.) | Зрителей: 14 000 Судья: Л. О. Патрик |
| «Славия» Прага: Планичка - Женишек, А.Новак - Водичка, Шимперски, Кёниг - Юнек, Шолтис, Свобода, Пуч, Кратохвил »: Хорешовски - Райнер, Й.Блюм - Каллер, Л.Хофманн, Маху - Брозенбауэр, Адельбрехт, Гшвайдль, Тёгель, Гибиш |                       |         |                                      |                                      |

### Матч за III место
| 6 июля | «Фёрст Виенна»                                                 | 5:1     | «Серветт»     |                                   |
| | - Гибиш 9′ - Л.Хофманн 25′ - Гшвайдль 41′ - Адельбрехт 59′ 80′ | (отчёт) | - Поретти 56′ | Зрителей: 20 000 Судья: Г.Эндерли |
| »: Хорешовски - Райнер, Й.Блюм - Шаден, Л.Хофманн, Маху - Брозенбауэр, Каллер, Гшвайдль, Адельбрехт, Гибиш »: Може - Минелли, Дюбуше - Гезер, Ругг, Освальд - Тчиррен, Лочер, Пасселло, Поретти, Бувье |                                                                |         |               |                                   |

## Финал
| «Уйпешт»          | 3:0   | «Славия» Прага |
| ----------------- | ----- | -------------- |
| Кёвёш 25′ 64′ 77′ | Отчет |                |

| «Уйпешт» | «Славия» Прага |

| «УЙПЕШТ»:         |                  |
|                   |                  |
| Венгрия           | Янош Акнаи       |
| Венгрия           | Дьюла Дудаш      |
| Венгрия           | Йожеф Фогль      |
| Венгрия           | Ференц Боршаньи  |
| Венгрия           | Бела Волентик    |
| Венгрия           | Янош Виг         |
| Венгрия · Румыния | Альберт Штрёк    |
| Венгрия · Румыния | Иштван Авар      |
| Венгрия           | Янош Кёвеш       |
| Венгрия           | Иллеш Шпитц      |
| Венгрия           | Габор Петер Сабо |
| Тренер            |                  |
| Лайош Баньяи      |                  |

| «СЛАВИЯ» Прага:    |                    |
|                    |                    |
| Чехословакия       | Франтишек Планичка |
| Чехословакия       | Адольф Фиала       |
| Чехословакия       | Антонин Новак      |
| Чехословакия       | Антонин Водичка    |
| Чехословакия       | Адольф Шимперски   |
| Чехословакия       | Ладислав Шубрт     |
| Чехословакия       | Франтишек Юнек     |
| Чехословакия       | Йиндржих Шолтис    |
| Чехословакия       | Франтишек Свобода  |
| Чехословакия       | Антонин Пуч        |
| Чехословакия       | Вацлав Бара        |
| Тренер             |                    |
| Джон Уильям Мэдден |                    |

### Чемпион
| Чемпион Кубка Наций 1930 «УЙПЕШТ» |
| Венгрия                           |

### Галерея
|  |  |  |  |  |

## Бомбардиры
8 голов
- Иштван Авар

6 голов
- Йозеф Адельбрехт
- Фридрих Гшвайдль

5 голов
- Франтишек Свобода

4 гола
- Карл Руппрехт
- Луис Регейро